# Ghislain Cloquet
Pierre Ghislain Cloquet (Anversa, 18 aprile 1924 – Montainville, 2 novembre 1981) è stato un direttore della fotografia belga naturalizzato francese.

## Riconoscimenti
- Oscar alla migliore fotografia
  - 1981: vincitore (con Geoffrey Unsworth) - Tess

- Premio César per la migliore fotografia
  - 1980: vincitore - Tess

- BAFTA alla migliore fotografia
  - 1982: vincitore (con Geoffrey Unsworth) - Tess

## Filmografia parziale
- Les statues meurent aussi, regia di Alain Resnais, Chris Marker e Ghislain Cloquet - cortometraggio (1953)
- Notte e nebbia (Nuit et brouillard), regia di Alain Resnais (1955)
- Pantomimes, regia di Paul Paviot - cortometraggio (1956)
- Il buco (Le trou), regia di Jacques Becker (1960)
- Asfalto che scotta (Classe tous risques), regia di Claude Sautet (1960)
- Quello che spara per primo (Un nommé La Rocca), regia di Jean Becker (1961)
- Fuoco fatuo (Le feu follet), regia di Louis Malle (1963)
- L'uomo dai capelli a zero (De Man die zijn haar kort liet knippen), regia di André Delvaux (1965)
- Mickey One, regia di Arthur Penn (1965)
- Pas de caviar pour tante Olga, regia di Jean Becker (1965)
- Au hasard Balthazar, regia di Robert Bresson (1966)
- Josephine (Les Demoiselles de Rochefort), regia di Jacques Demy (1967)
- Mouchette - Tutta la vita in una notte (Mouchette), regia di Robert Bresson (1967)
- Lontano dal Vietnam (Loin du Vietnam), regia collettiva (1967)
- Benjamin ovvero le avventure di un adolescente (Benjamin ou Les Mémoires d'un puceau), regia di Michel Deville (1967)
- Una sera, un treno (Un soir, un train), regia di André Delvaux (1968)
- Così bella, così dolce (Une femme douce), regia di Robert Bresson (1969)
- La favolosa storia di Pelle d'Asino (Peau d'âne), regia di Jacques Demy (1970)
- Rendez-vous à Bray, regia di André Delvaux (1971)
- I primi turbamenti (Faustine et le bel été), regia di Nina Companeez (1972)
- Nathalie Granger, regia di Marguerite Duras (1972)
- Belle, regia di André Delvaux (1973)
- Le Boucher, la star et l'orpheline, regia di Jérôme Savary (1975)
- Amore e guerra (Love and Death), regia di Woody Allen (1975)
- Tess, regia di Roman Polański (1979)
- Mia cara sconosciuta (Chère inconnue), regia di Moshé Mizrahi (1980)
- Gli amici di Georgia (Four Friends), regia di Arthur Penn (1981)